# Paul Nettelbeck

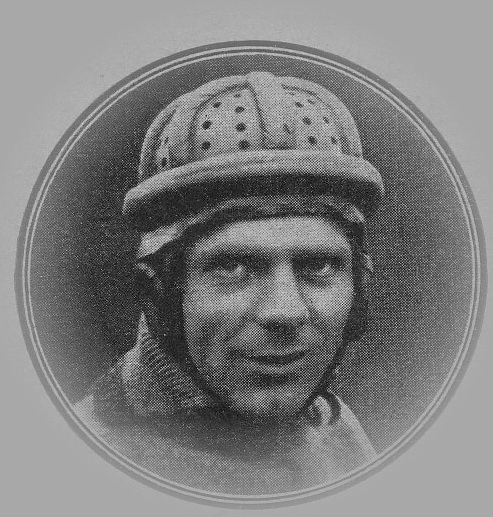
Paul Nettelbeck

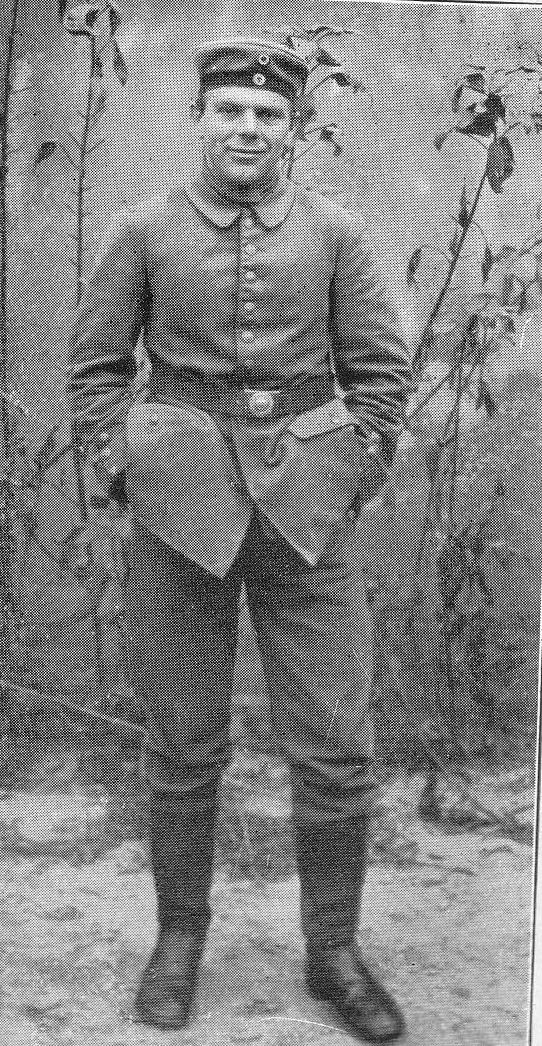
Nettelbeck als Soldat im Ersten Weltkrieg

Paul Nettelbeck (* 23. April 1889 in Berlin; † 14. Juni 1963 in Salzburg) war ein deutscher Mittel- und Langstreckenläufer und Radrennfahrer.

## Leben
Von Kindesbeinen an war Paul Nettelbeck sehr sportbegeistert; er betrieb Eishockey, Schlittschuhlaufen, Schwimmen, Laufen und Radsport. 1906 legte er seinen Schwerpunkt auf das Laufen, fuhr aber auch Radrennen. 1908 wurde Paul Nettelbeck, der für den SC Charlottenburg startete, als Läufer Deutscher Meister über 1500 Meter in 4:22,8 min. Zuvor hatte er schon den Deutschen Marathonlauf in Hamburg mit einer Zeit von 3:10:00 h gewonnen. 1908 nahm Nettelbeck als erstes Mitglied seines Vereins an den Olympischen Spielen in London teil und startete im Lauf über 5 Meilen, ohne sich jedoch zu platzieren. 1912 fand im Berliner Sportpalast das „Internationale Marathon-Derby um die Weltmeisterschaft“ mit den besten professionellen Langstreckenläufern der Welt statt. Nettelbeck belegte den zweiten Platz hinter dem kanadischen Marathon-Weltmeister Hans Holmer.
Von 1912 bis 1928 war Nettelbeck als Profi-Radrennfahrer aktiv, hauptsächlich als Steher. Zunächst startete er hinter dem Schrittmacher Max Bauer. Mit diesem gewann er ein Rennen in Scheveningen, welches er später selbst als seinen schönsten Erfolg schilderte. Das Goldene Rad von Erfurt gewann er 1913. 1914 wurde er Dritter der Deutschen Steher-Meisterschaft. Im Jahr 1919 wurde er von Schrittmacher Emil Meinhold geführt; es wurde für ihn das erfolgreichste Jahr seiner Karriere. Das Gespann siegte in 22 Rennen, und Nettelbeck wurde hinter Karl Saldow der zweitbeste Dauerfahrer der Saison mit einer Gewinnsumme von rund 90.000 Goldmark. 1913 stellte er in München drei (inoffizielle) Weltrekorde über vier, fünf und sechs Stunden auf, die lange Bestand hatten.
Spätestens in der ersten Hälfte des Jahres 1927 war Nettelbeck an sogenannten „Truppenrennen“ beteiligt: Diese soll sein Kollege Erich Vinzelberg „zum Teil unter Vorspiegelung falscher Tatsachen“ veranstaltet und gemeinsam mit insgesamt 8 weiteren Radrennfahrern auch anderen Rennbahnleitungen anempfohlen haben. Da dies entgegen dem Verbot, trotz öffentlich publizierter Warnungen und trotz Androhung empfindlicher Strafen durch den Sportausschuss des Bundes Deutscher Radfahrer (BDR) geschah, verfügte der BDR bis auf weiteres einen Entzug der Lizenz zum Radfahren für die folgenden Fahrer: Paul Nettelbeck (Berlin-Wilmersdorf), Erich Abraham (Neukölln), Erich Vinzelberg (Berlin), Adolf Weber (Berlin-Charlottenburg), Otto Michaelis (Magdeburg), Fritz Lähne (Halle an der Saale), Ernst Krahner (Berlin), Gustav Skroblin (Berlin) und Teunus Vermeer (Amsterdam). Entscheidend für das Strafmaß soll das Verhalten der drei Fahrer Vinzelberg, Weber und Nettelbeck wenige Wochen zuvor während gemeinsamer Rennen in Prag gewesen sein.
Nach dem Ende seiner Radsport-Karriere zog Paul Nettelbeck, der zwei Bücher über seine Sportkarriere schrieb, mit seiner Frau nach Salzburg und gründete dort den Radsport-Verein „Salzburger Radler 1933“. Nach dem Krieg betreute er Kunstradfahrer und lernte trotz seines Alters selbst noch diesen Sport.

## Schriften
- Vom Marathonläufer zum Radrennfahrer, 52 Seiten, mit Abbildungen, Berlin: G. Hackebeil, 1924
- Ein Leben in Rekorden. Vom Marathonläufer zum Radrennfahrer, Salzburg 1962